# Kaave (rivière)
La Kaave (en estonien : Kaave jõgi) est une rivière du comté de Jõgeva en Estonie.

## Présentation
La longueur de la rivière est de 41,8 km et la superficie du bassin fluvial est de 135,4 km2.
La rivière commence dans la tourbière de Vaimastvere et se jette dans la rivière Pedja dans la commune de Puurmani.

## Galerie

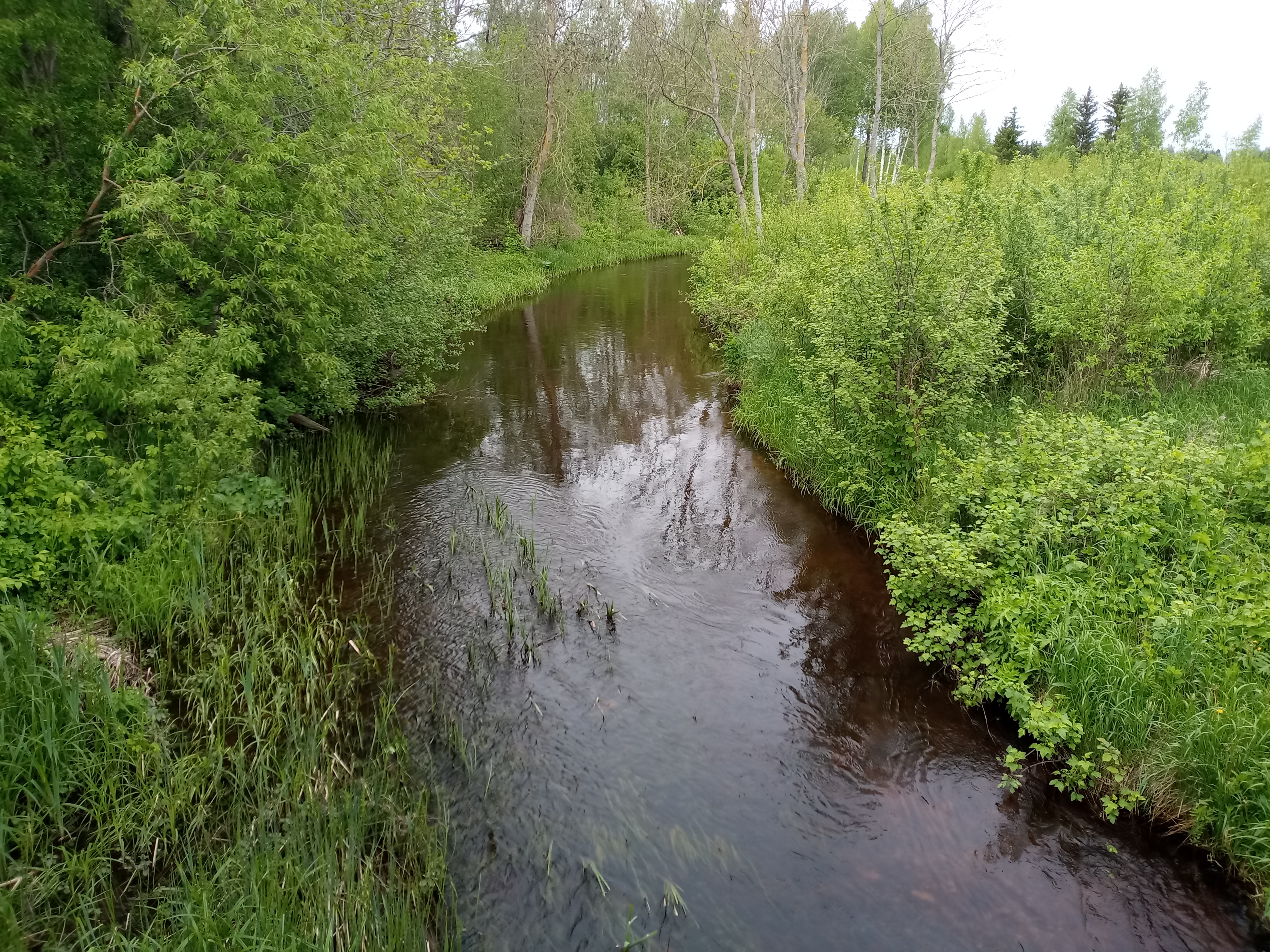

## Articles  connexes
- Liste des cours d'eau de l'Estonie